# Ophion albopictus
Ophion albopictus är en stekelart som beskrevs av Smith 1878. Ophion albopictus ingår i släktet Ophion och familjen brokparasitsteklar. Inga underarter finns listade i Catalogue of Life.